# Joost Balbian
Joos(t) Balbian, ook Justus of Jodocus, (Aalst, 10 augustus 1543 - Gouda, 2 mei, 1616) was een Nederlandse arts en liefhebber van de alchemie.

## Leven en werk
Balbian werd in 1543 in Aalst geboren als zoon van de uit Piemont afkomstige tafelhouder (=geldhandelaar) Jean Balbian en Anna van Gavere. Balbian groeide op in Aalst en Gent. Hij studeerde rechten in Heidelberg en in Orléans en waarschijnlijk medicijnen in Italië. Na zijn studie keerde hij terug naar Gent, waar hij op 8 november 1569 trouwde met Josina Fouasse. Uit dit huwelijk werden acht kinderen in Gent geboren. Hij nam afstand van het katholieke geloof en sloot zich aan bij de calvinisten in Gent. Binnen de nieuw gevormde Gentse Republiek was hij in de periode 1577 tot 1584 kapitein van een compagnie infanterie. Na de inname van Gent door de Spanjaarden zat hij ruim een jaar gevangen. Daarna trok Balbian naar de Noordelijke Nederlanden en vestigde zich in Delft.
Zijn vrouw overleed in 1588 in Delft en hij hertrouwde op 2 juli 1596 in Dordrecht met Janneke Claes Vinkendr. Na zijn huwelijk vestigde hij zich in Gouda. Uit zijn tweede huwelijk werden acht kinderen in Gouda geboren. In 1608 werd hij aangeduid als arts in Gouda. Hij verkreeg van het stadsbestuur vrijdom van waecken en van stadsacchijnsen. In 1611 volgde zijn officiële benoeming tot stadsarts als opvolger van de in dat jaar overleden stadsarts. In 1612 verkreeg hij het poorterschap van Gouda.
Balbian was een liefhebber van de alchemie. Hij legde een uitgebreide verzameling aan van alchemistische geschriften. Hij beschreef minutieus de door hem verzamelde werken. Zijn uitgebreide handschrift over de alchemie is opgenomen in de collectie van de British Library. Daarnaast redigeerde hij twee boekwerken met alchemistische teksten. Beide boeken werden uitgeven door Christoffel van Rafelingen in Leiden. Het eerste werk Tractatus septem bevat zeven traktaten over de steen der wijzen, ontleend aan een oud handschrift. In het tweede boek worden onder andere het geheim van Jodocus Greverus en uitspraken van de filosoof Alanus over de steen der wijzen weergegeven. Balbian was van mening dat de alchemie een wetenschap was, die een gave van God was, maar slechts toegankelijk voor een beperkte groep, die in staat was om de niet vrij toegankelijke materie te bevatten.
Balbian overleed op 2 mei 1616 op 72-jarige leeftijd in zijn woonplaats Gouda. Hij werd zes dagen later in de Sint-Janskerk begraven. Volgens Muylwijk werd hij niet in de kerk begraven, maar op het kerkhof omdat hij behoorde tot de contraremonstranten. Nadat de remonstranten het veld hadden moeten ruimen zou Balbian, aldus Muylwijk, ruim vijf jaar later in de Sint-Janskerk worden herbegraven. De oud-archivaris van de hervormde gemeente van Gouda, Henny van Dolder-de Wit toonde aan de hand van het grafboek van de kerk en het kamerboek van Gouda aan dat deze lezing onjuist is. Balbian kocht, aldus Van Dolder de Wit het graf begin 1616 en werd er op 8 mei 1616 begraven. Boven zijn graf werd aan de wand van het koor een vermoedelijk door Gregorius Cool gebeeldhouwd wandmonument aangebracht. In de tekst van het epitaaf is een verwijzing opgenomen naar zijn liefde voor de alchemie. Balbian werd als stadsarts opgevolgd door Martinus Herculanus Bloncq. Ook van deze stadsarts bevindt zich een epitaaf in de Sint-Janskerk.

## Bibliografie

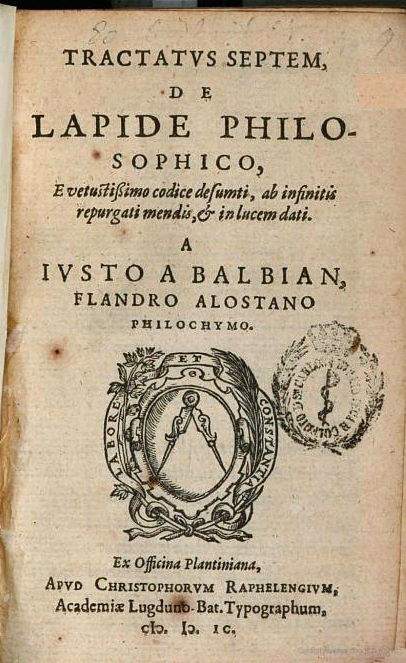
Titelblad Tractaus Septum ... (1599)
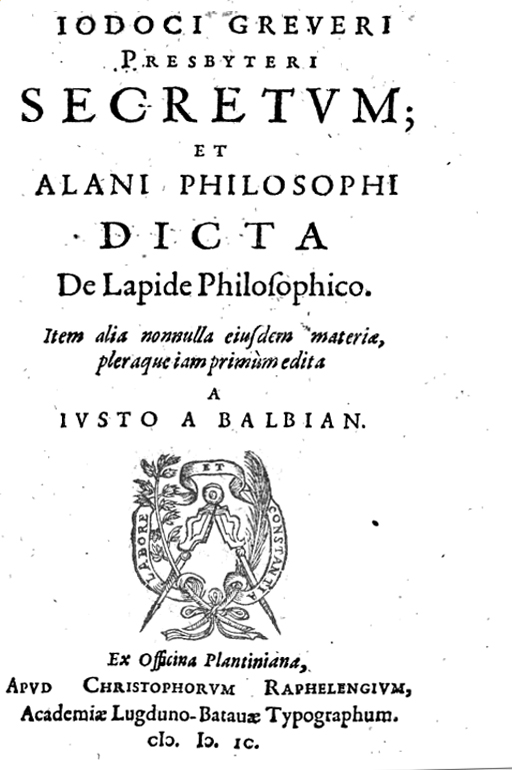
Titelblad Jodoci Greveri ... (1599)
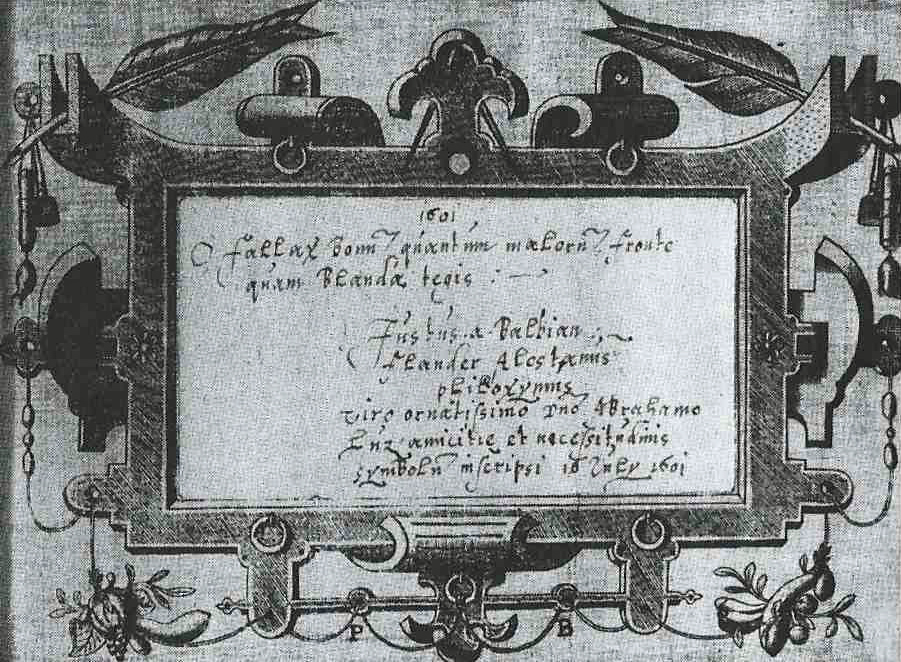
Handschrift van Balbian in het album amicorium van Abraham Sionsz. Luz (1601)